# イーストウッド・タウンFC
イーストウッド・タウン・フットボールクラブ（Eastwood Town Football Club）は、イングランド、ノッティンガムシャー、ブロクストウ区イーストウッドを本拠地としていたサッカークラブチームである。2014年に解散し、イーストウッド・コミュニティFCが後継のクラブとして設立された。

## クラブ各種記録
一試合最多観客動員数
- 2723人 vs エンフィールド FAアマチュアカップ 1965.2

一試合最多得点勝利試合
- 21-0 vs イクストン・タウン 1969.5.10

一試合最多失点敗戦試合
- 0-8 vs ハックナル・タウン 2001.2.13

## タイトル

### 国内タイトル
- ミッドランド・カウンティーズリーグ:1回

1975-1976
- ミッドランド・カウンティーズリーグカップ:2回

1978-1979,1979-1980
- セントラル・アリアンスリーグ:1回

1963-1964
- ノッツ・アリアンスリーグ:1回

1956-1957
- ノッツ・アリアンスリーグカップ:1回

1955-1956
- ノッティンガムシャー・シニアカップ:12回

1975-1976,1977-1978,1978-1979,1979-1980,1982-1983,1983-1984
1988-1989,1989-1990,1991-1992,2003-2004,2005-2006,2006-2007

### 国際タイトル
- なし